# Trinidad e Tobago ai XVII Giochi olimpici invernali
Trinidad e Tobago partecipò ai XVII Giochi olimpici invernali, svoltisi a Lillehammer, Norvegia, dal 12 al 27 febbraio 1994, con una delegazione di 2 atleti impegnati in una disciplina.
Portabandiera alla cerimonia di apertura fu Gregory Sun.

## Delegazione
La delegazione trinidadiana alle olimpiadi invernali di Lillehammer era composta da 2 atleti che gareggiarono in uno sport.
| Sport | Uomini | Donne | Totale |
| ----- | ------ | ----- | ------ |
| Bob   | 2      | 0     | 2      |

## Bob

### Uomini
| Atleta                   | Evento             | 1ª manche | 1ª manche | 2ª manche | 2ª manche | 3ª manche | 3ª manche | 4ª manche | 4ª manche | Totale  | Totale |
| Atleta                   | Evento             | Tempo     | Pos.      | Tempo     | Pos.      | Tempo     | Pos.      | Tempo     | Pos.      | Tempo   | Pos.   |
| ------------------------ | ------------------ | --------- | --------- | --------- | --------- | --------- | --------- | --------- | --------- | ------- | ------ |
| Gregory Sun Curtis Harry | Bob a due maschile | 55.09     | 38        | 54.88     | 37        | 55.14     | 37        | 55.13     | 37        | 3:40.24 | 37     |